# Fight Fever
Fight Fever (ファイトフィーバー, en japonais ; en coréen : 한국 왕중왕, Wang Jung Wang,  The King of Kings), est un jeu vidéo de combat développé par Viccom et édité par SNK en 1994 sur Neo-Geo MVS (NGM 060),,.

## Personnages
- Han Baedal
- Miyuki
- Rophen Heimer
- Magic Dunker
- Golrio
- Nick Commando
- Chintao
- Kim Hoon
- Master Taekuk
- Karate Kenji

## Suite
Ce jeu a eu une suite spirituel connue sous le nom de The Eye of Typhoon il a été créé et planifié pour sortir originellement sur la Neo-Geo, mais il fut plus tard annulé et porté sur la 3DO et le PC.